# Elecciones judiciales de 2025 en Sonora
Las elecciones federales extraordinarias en Sinaloa de 2025 se llevarán a cabo el domingo 1 de junio de 2025, y en ellas se renovarán los siguientes cargos de elección popular:
- 9 Ministros de la Suprema Corte de Justicia de la Nación electos por única ocasión, cuatro de ellos para un periodo de ocho años a iniciar el 1 de septiembre de 2025 para terminar el 31 de agosto de 2033, y los cinco restantes para un periodo de once años a concluir el 31 de agosto de 2036. [nota 1] Todos ellos, serán electos sin posibilidad de reelección.
- 5 Magistrados del Tribunal de Disciplina Judicial electos por única ocasión tres de ellos para un periodo de cinco años y los dos restantes para uno de ocho años, todos ellos sin posibilidad de reelección.
- 2 Magistrados de la Sala Superior del Tribunal Electoral del Poder Judicial de la Federación electos por única ocasión para un periodo de ocho años sin posibilidad de reelección.
- 3 Magistrados de la Primera Sala Regional del Tribunal Electoral del Poder Judicial de la Federación correspondientes a la Primera Circunscripción electoral, electos por única ocasión para un periodo de ocho años sin posibilidad de reelección.
- 13 Magistrados de Circuito correspondientes al V Circuito Judicial con sede en el estado de Sonora, electos por única ocasión para un periodo de ocho años con posibilidad de reelección.
- 10 Jueces de Distrito correspondientes al V Circuito Judicial con sede en el estado de Sonora, electos por única ocasión para un periodo de ocho años con posibilidad de reelección.

La elección se dará como resultado de la Reforma judicial mexicana de 2024 aprobada por el Congreso de la Unión en agosto de 2024.

### Circuito V: Sonora
|                                                 |
| Distrito                                        |
| Distrito judicial electoral federal 1 de Sonora |
| Distrito judicial electoral federal 2 de Sonora |

## Resultados electorales a nivel  nacional y de 1a circunscripción electroral

### Resultados 1a Sala Regional
2 magistradas
|  | 0.00 % |

|  | 0.00 % |

|  | 0.00 % |

|  | 100 % |

|  | 0.00 % |

1 magistrado
|  | 0.00 % |

|  | 0.00 % |

|  | 0.00 % |

|  | 100 % |

|  | 0.00 % |

### Magistrados del Tribunal  de Disciplina Judicial

#### Resultados
|  |

|  | 0.00 % |

|  | 0.00 % |

|  | 0.00 % |

|  | 100 % |

|  | 0.00 % |

### Magistrados de la Sala Superior del TEPFJ

#### Resultados
|  |

|  | 0.00 % |

|  | 0.00 % |

|  | 0.00 % |

|  | 100 % |

|  | 0.00 % |

### Magistrados de la Primera Sala Regional del TEPJF

#### Resultados
|  |

|  | 0.00 % |

|  | 0.00 % |

|  | 0.00 % |

|  | 100 % |

|  | 0.00 % |